# Richmond WCT 1976 - Doppio
Il doppio del torneo di tennis Richmond WCT 1976, facente parte della categoria World Championship Tennis, ha avuto come vincitori Brian Gottfried e Raúl Ramírez che hanno battuto in finale Arthur Ashe e Tom Okker con il punteggio di 6–4, 7–5.

## Teste di serie
1. Ross Case /  Geoff Masters (semifinali)

1. Brian Gottfried /  Raúl Ramírez (Campioni)

## Tabellone

### Legenda
| - Q = Qualificato - WC = Wild card - LL = Lucky loser | - ALT = Alternate - SE = Special Exempt - PR = Protected Ranking | - w/o = Walkover - r = Ritirato - d = Squalificato |

|  | Quarti di finale              | Quarti di finale              | Quarti di finale              | Quarti di finale | Quarti di finale |  |  | Semifinali                    | Semifinali                    | Semifinali                    | Semifinali                   | Semifinali                   |   |   | Finale                | Finale                | Finale                | Finale | Finale |  |
|  |                               |                               |                               |                  |                  |  |  |                               |                               |                               |                              |                              |   |   |                       |                       |                       |        |        |  |
|  | 1                             | Ross Case Geoff Masters       | 6                             | 5                | 6                |  |  |                               |                               |                               |                              |                              |   |   |                       |                       |                       |        |        |  |
|  |                               | Marty Riessen Roscoe Tanner   | 3                             | 7                | 4                |  |  | Ross Case Geoff Masters       | Ross Case Geoff Masters       | 6                             | 3                            | 2                            |   |   |                       |                       |                       |        |        |  |
|  | Arthur Ashe Tom Okker         | Arthur Ashe Tom Okker         | Arthur Ashe Tom Okker         | 6                | 6                |  |  | Arthur Ashe Tom Okker         | Arthur Ashe Tom Okker         | 4                             | 6                            | 6                            |   |   |                       |                       |                       |        |        |  |
|  | Rod Laver Billy Martin        | Rod Laver Billy Martin        | Rod Laver Billy Martin        | 4                | 1                |  |  |                               |                               |                               |                              |                              |   |   | Arthur Ashe Tom Okker | Arthur Ashe Tom Okker | Arthur Ashe Tom Okker | 4      | 5      |  |
|  | Anand Amritraj Vijay Amritraj | Anand Amritraj Vijay Amritraj | Anand Amritraj Vijay Amritraj | 6                | 6                |  |  |                               |                               | Brian Gottfried Raúl Ramírez  | Brian Gottfried Raúl Ramírez | Brian Gottfried Raúl Ramírez | 6 | 7 |                       |                       |                       |        |        |  |
|  | Frew McMillan Fred McNair     | Frew McMillan Fred McNair     | Frew McMillan Fred McNair     | 3                | 3                |  |  | Anand Amritraj Vijay Amritraj | Anand Amritraj Vijay Amritraj | Anand Amritraj Vijay Amritraj | 2                            | 4                            |   |   |                       |                       |                       |        |        |  |
|  | 2                             | Brian Gottfried Raúl Ramírez  | 7                             | 4                | 7                |  |  | Brian Gottfried Raúl Ramírez  | Brian Gottfried Raúl Ramírez  | Brian Gottfried Raúl Ramírez  | 6                            | 6                            |   |   |                       |                       |                       |        |        |  |
|  |                               | Jiří Hřebec Jan Kodeš         | 6                             | 6                | 6                |  |  |                               |                               |                               |                              |                              |   |   |                       |                       |                       |        |        |  |